# Mary McAllister

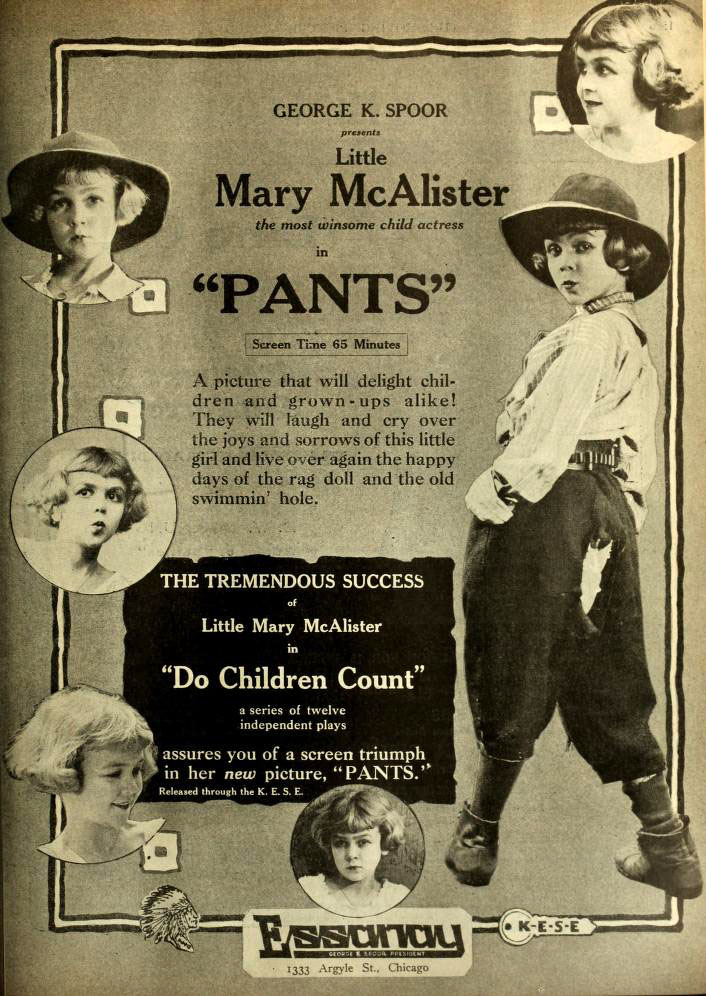
Pants (1917).

Mary McAllister, surnommée Little Mary McAllister (née le 27 mai 1909 et morte le 1er mai 1991), est une actrice du cinéma muet américain des premières années d'Hollywood. Elle est également l'une des premières enfants acteurs.

## Biographie
McAllister naît à Los Angeles. Elle commence sa carrière d'actrice à l'âge de six ans aux côtés de Edna Mayo (en) et William Burns dans le film Despair (1915). À l'âge de 18 ans, elle a déjà joué dans trente-six films. Son film le plus connu à l'époque est Sadie Goes to Heaven, où elle tient le rôle principal et joue aux côtés d'acteurs tels Russell McDermott et Jenny St. George.
En 1927, elle est l'une des treize filles sélectionnées par le WAMPAS Baby Stars, qui compte également, entre autres, Sally Phipps, Martha Sleeper et Frances Lee. L'année suivante, en 1928, elle joue dans quatre films, dont le dernier est Loves of an Actress, mettant également en vedette Pola Negri.
Sa carrière décline à partir de 1929. Sa transition vers le « cinéma parlé » n'est pas convaincante. Elle obtient un rôle mineur dans On the Level (1930), mettant en vedette Victor McLaglen. La même année, elle tient un rôle non-crédité dans Madam Satan, qui sera son dernier film.
Sa carrière prend fin à l'âge de 21 ans avec 43 films à son actif. Elle s'installe plus tard à Del Mar (Californie),où elle vivra jusqu'à sa mort le 1er mai 1991, à l'âge de 81 ans.

## Filmographie partielle
- 1917 : On Trial, de James Young : Doris Strickland
- 1917 : The Little Missionary
- 1917 : Young Mother Hubbard
- 1917 : The Kill-Joy
- 1917 : Sadie Goes to Heaven
- 1920 : La Marque infâme (Half a Chance), de Robert Thornby : Jocelyn Wray, à 10 ans
- 1923 : Cendres de vengeance (Ashes of Vengeance) de Frank Lloyd
- 1924 : The Measure of a Man
- 1925 : A Roaring Adventure
- 1925 : The Red Rider
- 1925 : Ace of Spades
- 1926 : Maître Nicole et son fiancé (The Waning Sex) de Robert Z. Leonard
- 1925 : The Boomerang de Louis Gasnier
- 1926 : One Minute to Play de Sam Wood
- 1926 : The Man in the Shadow
- 1927 : The Midnight Watch de Charles J. Hunt
- 1927 : Singed
- 1928 : Wickedness Preferred (en)
- 1928 : The Devil's Skipper
- 1928 : Amours d'artiste (Loves of an Actress), de Rowland V. Lee : Lisette
- 1930 : On the Level
- 1930 : Madame Satan (Madam Satan), de Cecil B. DeMille : non créditée